# Dominik Meffert
Dominik Meffert (* 9. April 1981 in Mayen) ist ein ehemaliger deutscher Tennisspieler und heutiger -trainer.

## Leben und Karriere

### Bis 2002: Die ersten Jahre als Profi und vorübergehende Pause
Im Juniorenbereich konnte Dominik Meffert einige Turniere im europäischen Raum gewinnen. Parallel nahm er seit 1998 auch an Future-Turnieren im Erwachsenenbereich teil. 2000 wurde er erstmals in der Tennisweltrangliste geführt. 2001 versuchte er sich auch auf der ATP Challenger Tour, konnte dort jedoch nicht Fuß fassen. 2002 entschied er sich, die Profikarriere erst einmal ruhen zu lassen, und begann stattdessen ein Sportstudium in Köln, da er nach eigener Aussage damals „vom Kopf her nicht bereit“ war. Er spielte jedoch weiterhin Mannschaftstennis, und nahm im Einzel an den Deutschen Tennismeisterschaften in Quierschied teil, wo er das Viertelfinale erreichte.

### 2004–2006: Erster Future-Titel und ATP-Debüt
Nach bestandenem Vordiplom ging es dann Ende 2004 wieder weiter mit Profitennis. 2005 kamen die ersten Erfolge: Meffert erreichte drei Finals bei Future-Turnieren, von denen er eines in Bagnères-de-Bigorre gewinnen konnte. Zudem kam er beim Challenger-Turnier in Aachen bis ins Halbfinale. Zum Jahresende war er in den Top 300 der Weltrangliste.
Anfang 2006 versuchte Dominik Meffert bei den Australian Open erstmals, sich für ein Grand-Slam-Turnier zu qualifizieren, scheiterte jedoch in der dritten Qualifikationsrunde an Danai Udomchoke. Im Februar 2006 konnte sich Dominik Meffert in Rotterdam erstmals für das Hauptfeld eines ATP-Turniers qualifizieren und profitierte bei seinem ersten Match von der Aufgabe seines Gegners Raemon Sluiter, bevor er gegen Arvind Parmar verlor. Es sollte in diesem Jahr das einzige ATP-Turnier bleiben, für das er sich qualifizieren konnte. Auf Challenger-Ebene konnte er im November 2006 in Shrewsbury ins Halbfinale einziehen und im Doppel an der Seite von Tomas Behrend in Freudenstadt seinen ersten Titel gewinnen.

### 2007–2008: Grand-Slam-Debüt, ATP-Viertelfinale und Einzug in die Top 200
Die erste Jahreshälfte 2007 verlief ohne große Einzelerfolge, der Höhepunkt war der Sieg in der Doppelkonkurrenz beim Challenger-Turnier von Durban zusammen mit Rik De Voest. Im Juli 2007 konnte Meffert in Scheveningen erstmals ein Challenger-Einzelfinale erreichen. Inklusive Qualifikation hatte er hier sieben Matches in Folge gewonnen. Es sollten noch größere Erfolge folgen: Im August 2007 qualifizierte sich Meffert bei den US Open zum ersten Mal für das Hauptfeld eines Grand-Slam-Turniers. Allerdings war bereits in der ersten Runde gegen Andrei Pavel Endstation. Besser lief es einen Monat später beim ATP-Turnier von Bangkok: Nach erfolgreicher Qualifikation konnte er in den ersten beiden Runden die Top-100-Spieler Amer Delić und Igor Kunizyn besiegen und erreichte somit erstmals ein ATP-Viertelfinale. Dort musste er sich seinem Landsmann und späteren Finalisten Benjamin Becker in einem knappen Match geschlagen geben. Der eingefleischte Borussia-Mönchengladbach-Fan praktizierte daraufhin einen sonst nur beim Fußball üblichen Brauch: Er wechselte mit Becker die Trikots, sehr zur Belustigung der thailändischen Zuschauer. Aufgrund dieser Erfolge beendete Meffert erstmals ein Jahr in den Top 200.
2008 verpasste Meffert die Qualifikation zu den ersten drei Grand-Slam-Turnieren. Dafür konnte er sich beim ATP-Turnier von Gstaad qualifizieren und besiegte dort in der ersten Runde den Top-30-Spieler Andreas Seppi, verlor dann jedoch gegen Jérémy Chardy in einem sehr knappen Match, welches ausschließlich über Tie-Breaks entschieden wurde. Auf der Challenger-Tour erreichte er in diesem Jahr zweimal ein Halbfinale und dreimal ein Viertelfinale.

### 2009–2010: Challenger-Titel und Verletzungspause
Anfang 2009 verzichtete Dominik Meffert auf eine Reise nach Australien, sondern qualifizierte sich stattdessen erfolgreich beim ATP-Turnier von San José, wo er in der ersten Runde gegen Radek Štěpánek verlor. In Sarajevo erreichte er im März 2009 sein zweites Challenger-Finale, wo er Ivan Dodig unterlegen war. Im Juli 2009 folgte beim ATP-Turnier von Stuttgart eine weitere erfolgreiche Qualifikation sowie Erstrundenniederlage gegen Victor Hănescu. Einen Monat später konnte Meffert in Genf nach einem Sieg über Benjamin Balleret dann endlich seinen ersten Challenger-Titel feiern.
Das Jahr 2010 begann mit einem Doppel-Titel beim Challenger-Turnier in Tanger. Im April folgte eine äußerste erfolgreiche Südamerika-Reise mit gleich drei Challenger-Titeln: An der Seite des Österreichers Philipp Oswald konnte Meffert in Pereira im Doppel gewinnen, und eine Woche später war er in Curitiba sowohl im Einzel als auch im Doppel mit Leonardo Tavares siegreich. Dabei gewann er im Einzel unter anderem gegen Nicolás Massú, den Olympiasieger von 2004, sowie die Lokalmatadoren und Top-100-Spieler Marcos Daniel und Ricardo Mello. Auch beim ATP-Rasenturnier von Halle konnte er einen ganz großen Namen bezwingen: Nachdem er als Lucky Loser ins Hauptfeld nachrückte, traf er in der ersten Runde auf Juan Carlos Ferrero, den French Open-Sieger von 2003 und ehemaligen Weltranglistenersten. Auf dem Center Court besiegte Meffert den an Position 4 gesetzten Spanier glatt in zwei Sätzen, verlor dann jedoch in der zweiten Runde gegen den Slowaken Lukáš Lacko, obwohl er den ersten Satz bereits gewonnen hatte. Aufgrund anhaltender Schulterprobleme musste sich Meffert im Juli 2010 operieren lassen und fiel danach für den Rest der Saison aus.

### Ab 2011: Comeback mit Challenger-Titeln
Im Januar 2011 feierte Dominik Meffert in Nouméa nach über einem halben Jahr Verletzungspause sein Comeback auf der Challenger Tour. Im Einzel schied er als Qualifikant in der ersten Hauptrunde aus, doch im Doppel konnte er zusammen mit Frederik Nielsen direkt seinen ersten Titel in diesem Jahr gewinnen. Bei der Qualifikation zu den Australian Open 2011 schied Meffert bereits in der ersten Runde gegen Bobby Reynolds aus. Beim anschließenden Challenger-Turnier in Heilbronn konnte Meffert im Einzel das Viertelfinale erreichen und besiegte dabei unter anderem den Top-100-Spieler Marsel İlhan. Eine Woche später konnte Meffert in Courmayeur erst im Halbfinale vom späteren Turniersieger Marius Copil gestoppt werden. In Wolfsburg erreichte er dann im sechsten Turnier seit seiner Verletzungspause erstmals wieder ein Challenger-Finale. Gegen Ruben Bemelmans gewann er zwar den ersten Satz, verlor das Match jedoch genau wie anschließend das Doppelfinale mit Frederik Nielsen noch in drei Sätzen. Nur zwei Wochen später erreichte Meffert beim Challenger-Turnier in Kyōto erneut sowohl im Einzel als auch im Doppel das Finale. Zunächst gewann er im Doppel zusammen mit Simon Stadler den Titel. Einen Tag später siegte er auch im Einzelfinale gegen den jungen Cedrik-Marcel Stebe. In der Weltrangliste stieg er daraufhin wieder in die Top 200 ein. Die Sandplatzsaison 2011 verlief weniger erfolgreich für Meffert: Bei fünf Turnieren scheiterte er schon in der ersten Runde, bei den French Open schied er in der zweiten Qualifikationsrunde aus. Besser lief es auf Rasen: Im Juni gelang ihm Dominik Meffert beim ATP-Turnier in Halle wie schon im Vorjahr die Qualifikation. Er verlor jedoch in der ersten Hauptrunde gegen den späteren Finalisten Philipp Petzschner. Ende Juli gewann Meffert in Dortmund zusammen mit Björn Phau seinen dritten Doppel-Challenger-Titel in diesem Jahr.
In der Saison 2012 blieb Mefferts vierter Titelgewinn auf der Challenger Tour im Einzel in Oberstaufen der einzige größere Erfolg. Ab 2013 feierte er vermehrt Erfolge im Doppel: mit Andreas Beck gewann er einen, mit Philipp Oswald drei Titel. Zudem stand er in Wimbledon erstmals im Hauptfeld eines Grand-Slam-Turniers. Nach überstandener Qualifikation schieden Meffert und Oswald in vier Sätzen gegen Maks Mirny und Horia Tecău aus. Es folgten noch zwei Doppeltitel auf der Challenger Tour in der Saison 2014 sowie ein weiterer 2015. Sein letztes Spiel auf der World bestritt Meffert im Juni 2015 in der Doppel-Qualifikation in Wimbledon.

### Karriere als Vereinsspieler
Dominik Meffert spielte ab 2002 in der 1. Tennis-Bundesliga für den TK Kurhaus Aachen, mit dem er 2008 und 2009 Deutscher Meister sowie 2005 Deutscher Vizemeister wurde. Im Jahr 2011 wurde Aachen zum dritten Mal Deutscher Meister. Bei der Siegerehrung durfte Meffert, der in dieser Saison einen Einzel- sowie drei Doppelsiege beigesteuert hatte, als Mannschaftsführer den Pokal in Empfang nehmen.

### Ab 2015: Karriere als Tennistrainer und Lehrkraft
Seit 2015 arbeitet Meffert aufgrund seines Studiums der Sportwissenschaft als Lehrkraft mit besonderen Aufgaben an der Sporthochschule Köln. Daneben betreut er mehrere Tennisprofis als Trainer.

## Erfolge
| Legende (Anzahl der Siege)  |
| Grand Slam                  |
| ATP World Tour Finals       |
| ATP World Tour Masters 1000 |
| ATP World Tour 500          |
| ATP World Tour 250          |
| ATP Challenger Tour (19)    |

### Einzel

#### Turniersiege
| Nr. | Datum           | Turnier     | Belag       | Finalgegner         | Ergebnis       |
| --- | --------------- | ----------- | ----------- | ------------------- | -------------- |
| 1.  | 23. August 2009 | Genf        | Sand        | Benjamin Balleret   | 6:3, 6:1       |
| 2.  | 25. April 2010  | Curitiba    | Sand        | Ricardo Mello       | 6:4, 6:73, 6:2 |
| 3.  | 13. März 2011   | Kyōto       | Teppich (i) | Cedrik-Marcel Stebe | 4:6, 6:4, 6:2  |
| 4.  | 29. Juli 2012   | Oberstaufen | Sand        | Nils Langer         | 6:4, 6:3       |

### Doppel

#### Turniersiege
| Nr. | Datum             | Turnier       | Belag         | Partner            | Finalgegner                          | Ergebnis           |
| --- | ----------------- | ------------- | ------------- | ------------------ | ------------------------------------ | ------------------ |
| 1.  | 3. September 2006 | Freudenstadt  | Sand          | Tomas Behrend      | Alexandre Sidorenko Mischa Zverev    | 7:5, 7:65          |
| 2.  | 28. Januar 2007   | Durban        | Hartplatz     | Rik De Voest       | Stéphane Bohli Noam Okun             | 6:4, 6:2           |
| 3.  | 20. Februar 2010  | Tanger        | Sand          | Steve Darcis       | Uladsimir Ihnazik Martin Kližan      | 5:7, 7:5, [10:7]   |
| 4.  | 18. April 2010    | Pereira       | Sand          | Philipp Oswald     | Gero Kretschmer Alexander Satschko   | 6:74, 7:66, [10:5] |
| 5.  | 25. April 2010    | Curitiba      | Sand          | Leonardo Tavares   | Ramón Delgado André Sá               | 3:6, 6:2, [10:4]   |
| 6.  | 8. Januar 2011    | Nouméa        | Hartplatz     | Frederik Nielsen   | Flavio Cipolla Simone Vagnozzi       | 7:64, 5:7, [10:5]  |
| 7.  | 12. März 2011     | Kyōto         | Teppich (i)   | Simon Stadler      | Andre Begemann James Lemke           | 7:5, 2:6, [10:7]   |
| 8.  | 31. Juli 2011     | Dortmund      | Sand          | Björn Phau         | Teimuras Gabaschwili Andrei Kusnezow | 6:4, 6:3           |
| 9.  | 14. April 2013    | Mersin        | Sand          | Andreas Beck       | Oleksandr Nedowjessow Radu Albot     | 5:7, 6:3, [10:8]   |
| 10. | 4. Mai 2013       | Tunis         | Sand          | Philipp Oswald     | Jamie Delgado Andreas Siljeström     | 3:6, 7:60, [10:7]  |
| 11. | 8. Juni 2013      | Caltanissetta | Sand          | Philipp Oswald     | Alessandro Giannessi Potito Starace  | 6:2, 6:3           |
| 12. | 28. Juli 2013     | Oberstaufen   | Sand          | Philipp Oswald     | Stephan Fransen Artem Sitak          | 6:1, 3:6, [14:12]  |
| 13. | 6. April 2014     | Saint-Brieuc  | Hartplatz (i) | Tim Pütz           | Wiktor Baluda Philipp Marx           | 6:4, 6:3           |
| 14. | 17. August 2014   | Meerbusch     | Sand          | Matthias Bachinger | Gong Maoxin Peng Hsien-yin           | 6:3, 3:6, [10:6]   |
| 15. | 8. März 2015      | Quimper       | Hartplatz (i) | Flavio Cipolla     | Martin Emmrich Andreas Siljeström    | 3:6, 7:65, [10:8]  |